# 久万高原町立久万中学校
久万高原町立久万中学校（くまこうげんちょうりつ くまちゅうがっこう）は、愛媛県上浮穴郡久万高原町にある公立中学校。

## 概要
久万高原町内では、市町村合併により久万高原町が成立する以前から中学校の統合が進んだ結果、旧町村ごとに1校となり、2009年、面河中学校が美川中学校に統合されたことから、町内の中学校は合計3校となっている。久万中学校は生徒数185名（2009年）と、久万高原町内では唯一生徒数100名を超える最大規模の中学校である。

## 沿革
- 1947年（昭和22年）4月 - 新学制（6・3・3制）により新制の久万中学校が開校。
- 1991年（平成3年） - ドラマ「東京ラブストーリー」（フジテレビ系）のロケ現場となる。ロケで使用された校舎の柱（相合傘が彫られる）はふるさと旅行村で現存されている。[1]
- 1999年（平成11年）3月 - 久万中学校に、1962年（昭和37年）頃の町村合併による畑野川、直瀬、父二峰の各中学校の統合を控え、新木造校舎を新築。なお、平成11年3月の久万中学校では、第52期の卒業生を送り出す。
- 1999年（平成11年）4月 - 旧4中学校の統合により、新「久万町立久万中学校」として開校。
- 2004年（平成16年）8月1日 - 上浮穴郡内の町村合併（小田町を除く）により久万高原町が成立したことに伴い、久万高原町立となり、現在に至る。